# Sonne der Gerechtigkeit

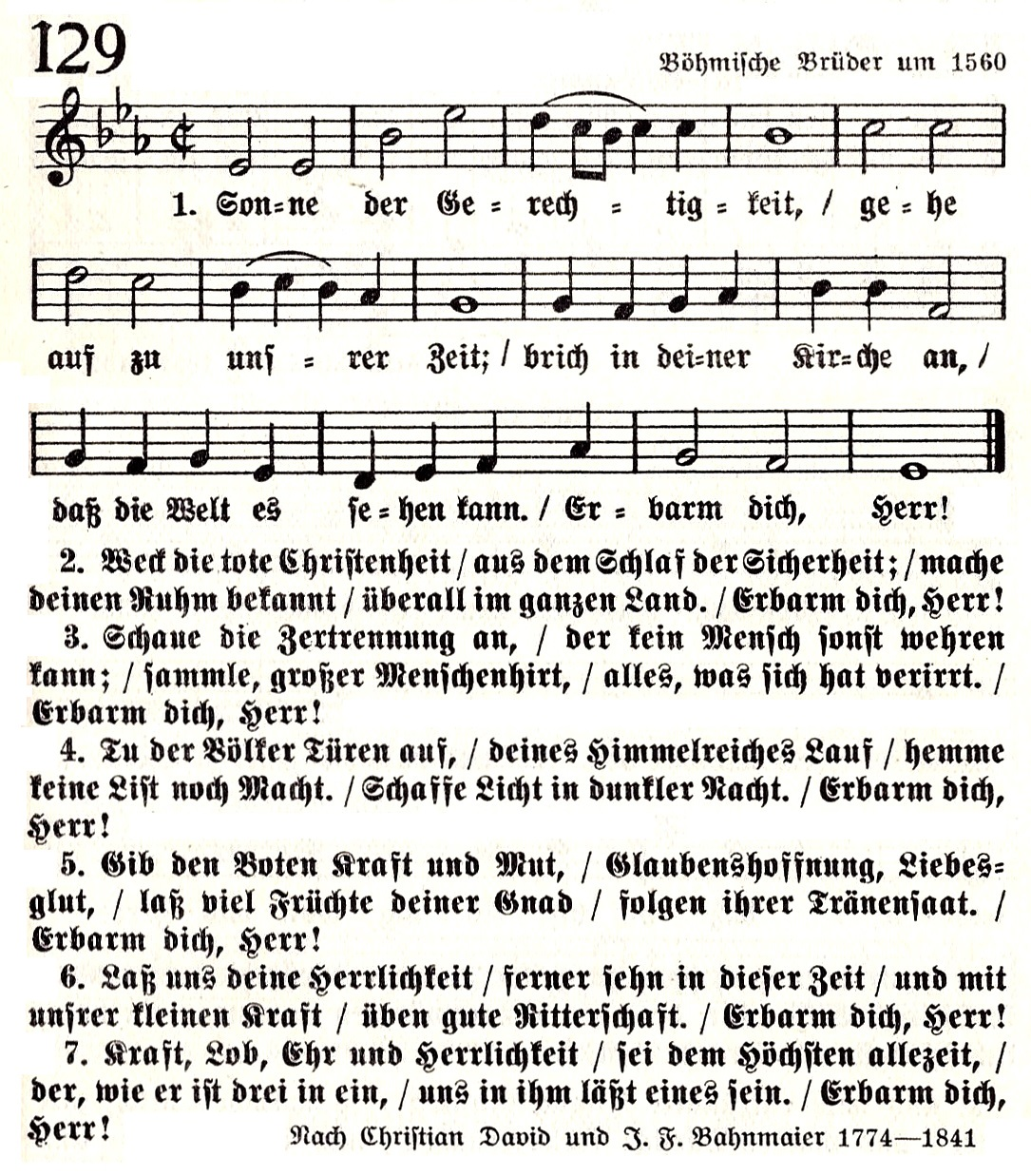
Sonne der Gerechtigkeit im evangelischen Liederbuch Ein neues Lied, in dem das Lied 1932 zuerst erschien

Sonne der Gerechtigkeit ist ein deutsches Kirchenlied mit einer komplexen Entstehungsgeschichte. Den Text stellte Otto Riethmüller um 1930 aus älteren Liedstrophen zusammen und verband ihn, um den Kehrvers „Erbarm dich, Herr“ erweitert, mit der seither dafür gebräuchlichen Melodie aus dem 16. Jahrhundert. Vier der sieben Strophen wurden im 18. Jahrhundert verfasst, zwei von Johann Christian Nehring und zwei von Christian David. Die übrigen Strophen wurden im 19. Jahrhundert von Christian Gottlob Barth geschrieben. Eine alternative siebte Strophe, die 1970 mit Betonung der Ökumene vorgeschlagen wurde, stammt ebenfalls von David. Das Lied bringt einen Aufruf zu Gerechtigkeit, Erneuerung und Einheit zum Ausdruck, in der Kirche, in der Gesellschaft und weltweit.
Die Melodie war ursprünglich ein weltliches Lied aus dem 15. Jahrhundert und wurde von den Böhmischen Brüdern im 16. Jahrhundert erstmals für ein Kirchenlied verwendet. Sonne der Gerechtigkeit wurde in viele Liederbücher und Gesangbücher aufgenommen und inspirierte musikalische Bearbeitungen. Mit seinem Akzent „zu unserer Zeit“ wurde es häufig mit politischer Zielsetzung gesungen, zum Beispiel bei den Friedensgebeten für die Demokratisierung der DDR bzw. die Einheit Deutschlands.
Im Reformierten Gesangbuch der deutschsprachigen Schweiz RG wird der Text auf eine vor 1467 in Böhmen bekannte Melodie gesungen, die 1531 bei Michael Weisse vorkommt.

## Geschichte
Das Bild einer Sonne der Gerechtigkeit wurde vom Propheten Maleachi geprägt (Mal 3,20 ). „Euch aber, die ihr meinen Namen fürchtet, soll aufgehen die Sonne der Gerechtigkeit und Heil unter ihren Flügeln.“ Das Thema ist Verlangen nach Gerechtigkeit und Eintracht, sowohl in der Gemeinde, zwischen Kirchen und unter Völkern. Otto Riethmüller, der später eine führende Persönlichkeit der Bekennenden Kirche wurde, stellte den Text aus älteren Strophen zusammen. Er veröffentlichte ihn 1932 in seinem Liederbuch für die evangelische Jugend, Ein neues Lied, als einen Weckruf an die Kirche in Deutschland, die sich mit dem Aufstieg der Nationalsozialisten auseinandersetzen musste.

### Johann Christian Nehring
Riethmüller nahm die 3. und 7. Strophe von Johann Christian Nehring, einem evangelischen Pfarrer in Halle, der vom Pietismus beeinflusst war und eng mit August Hermann Francke zusammenarbeitete. Nehring hatte ein anderes Lied um diese Strophen erweitert, „Sieh, wie lieblich und wie fein“ von Michael Müller, das von Johann Anastasius Freylinghausen in Halle 1704 in der Sammlung Geistreiches Gesang-Buch herausgegeben wurde. Nehrings Thema ist Einheit unter „zertrennten“ Christen, so wie Gott in drei Personen eins ist.

### Christian David
Riethmüller nahm die 1. und 6. Strophe aus einem Lied von Christian David (1692–1751), der katholisch erzogen wurde und als Zimmermann und Soldat arbeitete. Er wurde von der pietistischen Bewegung beeindruckt und konvertierte 1714. Er arbeitete mit Nikolaus Ludwig von Zinzendorf zusammen und ging als Missionar der Herrnhuter Brüdergemeine nach Grönland. Sein Thema ist eine weltweite Verkündigung von Jesus, den er mit der Sonne der Gerechtigkeit identifiziert. Seine Strophen stammen aus einem Lied Seyd gegrüßt, zu tausendmahl, das 1728 erschien.

### Christian Gottlob Barth
Riethmüller fand die anderen Strophen bei Christian Gottlob Barth, der als Pfarrer in Stuttgart arbeitete und 1836 den Calwer Verlag gründete. Als er 1838 in den Ruhestand ging, wurde er freischaffender Schriftsteller, besonders für Jugendliche. Sein Thema ist Mission, auf der Grundlage seiner Erfahrungen in der Basler Mission, in der Bezirksmission und der Kinderrettungsanstalt in Calw. Seine Strophen stammen aus Jesu, bittend kommen wir, das 1827/1837 erschien.

### Otto Riethmüller
Riethmüller verband die Einzeltexte formal, indem er den vier Zeilen jeder Strophe eine fünfte Zeile hinzufügte, „Erbarm dich, Herr“. Damit stand er in der Tradition der mittelalterlichen Leise. Das Lied erschien erstmals 1932 in Ein neues Lied, einem Liederbuch für die Jugend, in der Rubrik Kirche.

### Ökumenische Version, Gesangbücher
Bei einem ökumenischen Treffen 1970 in Schlüchtern wurde eine alternative 7. Strophe von David vorgeschlagen, die den Gedanken der Einheit stärker zum Ausdruck bringt. In der ökumenischen Version wurde außerdem die 2., 5. und 6. Strophe textlich deutlich überarbeitet mit dem Bestreben um eine zeitgemäßere Sprache.
Das Lied wurde in viele Gesangbücher aufgenommen, beginnend mit dem Evangelischen Kirchengesangbuch (EKG) 1950. Es erschien 1971 im Hymn Book der Anglican Church of Canada, und im holländischen Liedboek voor de kerken 1973. Die ökumenische Version wurde Teil des Schweizer Gemeinsame Kirchenlieder 1973 und erschien im katholischen Gotteslob 1975 und im tschechischen Evangelicky Zpevnik 1979. Das Lied steht im Evangelischen Gesangbuch sowohl als EG 262 (ökumenisch) als auch EG 263 (Riethmüllers Version) und im Gotteslob als GL 481 in der ökumenischen Version. Es ist in vielen weiteren Liederbüchern enthalten.

### Einsatz
Mit seiner Betonung von Gerechtigkeit „in unserer Zeit“ eignete sich das Lied für politische Absichten. In den 1980er Jahren wurde es häufig in den Friedensgebeten gesungen, die sich für die Wiedervereinigung Deutschlands einsetzten. So wurde es auch in einer Szene des Films Nikolaikirche nach dem gleichnamigen Roman von Erich Loest verwandt. Es wurde bei Kirchentagen gesungen und machte Schlagzeilen. 130.000 Besucher des Kirchentags 2013 sangen es gemeinsam. Es wurde als politischer Protestsong benutzt und zum Ausdruck des Wunsches nach ökumenischer Einheit und einer Erneuerung der Kirche.

## Melodie und Bearbeitungen
Die Melodie ist eine gekürzte Version des weltlichen Liedes Der reich Mann war geritten aus. Dieses war in Böhmen seit dem 15. Jahrhundert bekannt und wahrscheinlich noch älter. Es erschien in fünfstimmigem Satz von Jobst vom Brandt im 5. Teil von Georg Forsters Sammlung Schöner fröhlicher neuer und alter deutscher Liedlein in Nürnberg 1556. Diese Melodie oder schon ihre Kurzfassung wurde 1561 in einem Liederbuch der Böhmischen Brüder erstmals für ein geistliches Lied benutzt. 1566 erschien die heute gebräuchliche Fassung mit einem deutschen Text der Brüder, „Mensch, erheb dein Herz zu Gott“. Vermutlich in Gottlieb von Tuchers Schatz des evangelischen Kirchengesangs von 1848, wo die Melodien nach Metren geordnet sind, fand sie Otto Riethmüller und wählte sie für seine Textzusammenstellung Sonne der Gerechtigkeit.
Die Melodie beginnt mit einem Aufstieg zur Oktave in nur zwei Stufen. Ihr Rezitationstempo ist in der ersten Hälfte die halbe, in der zweiten die Viertelnote, um beim Kehrvers wieder zur Halben zurückzukehren.
Das schweizerische Reformierte Gesangbuch verwendet eine Melodie von Michael Weiße, die ebenfalls auf eine böhmische Vorlage des 14. Jahrhunderts zurückgeht. Der Tonumfang ist auch wieder eine Oktave, dazwischen steht aber eine aufsteigende Molltonleiter. Das Rezitationstempo wechselt zweimal von halben zu Viertelnoten.
Ernst Pepping komponierte zwei Sätze für drei Stimmen in seinem Spandauer Chorbuch. / Zwei- bis sechsstimmige Choralsätze für das Kirchenjahr, die von Schott 1936 und 1941 veröffentlicht wurden. Er schrieb ein Choralvorspiel in seinem Band Kleines Orgelbuch.  Paul Horn schrieb eine Choralkantate für gemischten Chor, Bläser und Orgel, die im Carus-Verlag 1962 erschien.